# Mito HollyHock
Mito HollyHock (水戸ホーリーホック Mito Hōrīhokku?) es un equipo de fútbol de Japón, situado en la ciudad de Mito en la Prefectura de Ibaraki. Fue fundado en 1990 y juega en la J2 League.

## Historia
Fue fundado en 1990 como el equipo de la empresa alimenticia Prima Ham, en la cercana ciudad de Tsuchiura. Consiguió su admisión en la semiprofesional JFL en 1997, tras vencer en varios torneos regionales. Con la intención de pasar al profesionalismo, se trasladó a la ciudad de Mito (Ibaraki) y se fusionó con el otro club de la ciudad (FC Mito) para formar el Mito HollyHock. El origen de su nombre es la malva real utilizada por los antiguos clan Tokugawa y clan Mito en su emblema o kamon.
Tras vencer varias rondas de la JFL en 1999, consiguió su ascenso y paso a club profesional a partir de la temporada 2000. Al no contar con un patrocinador sólido o financiación, comenzó a nutrir su plantilla de jugadores cedidos por otros equipos como Yokohama Marinos o FC Tokyo. Durante todas sus temporadas en J2 el equipo no ha pasado de la séptima plaza.

## Uniforme
- Uniforme titular: Camiseta, pantalón y medias azules.
- Uniforme alternativo: Camiseta, pantalón y medias blancas.

## Estadio
El campo donde Mito HollyHock disputa sus partidos es el Estadio Kasamatsu, situado en la ciudad de Naka (Ibaraki). Es un recinto multiusos de carácter comunitario, con capacidad para 22.000 personas y césped natural.

## Jugadores

### Jugadores en préstamo
| Prestados |       |     |                |         |                     |
| 30        | JPN ! | DEL | Soki Tokuno    | 23 años | Kochi United SC     |
| 49        | JPN ! | DEL | Yusei Uchida   | 20 años | Kochi United SC     |
| -         | JPN ! | POR | Ryusei Haruna  | 21 años | Tegevajaro Miyazaki |
| -         | JPN ! | DEF | Hayate Matsuda | 21 años | Hannover 96         |
| -         | JPN ! | DEF | Kazuma Nagai   | 26 años | Blaublitz Akita     |
| -         | JPN ! | MED | Yota Tanabe    | 22 años | Kochi United SC     |

### Jugadores destacados
La siguiente lista recoge algunos de los futbolistas más destacados de la entidad.
| Japón - Kenji Kitahara (2000) - Kenichi Sugano (2000-2001) - Masaaki Koido (2001) - Kazuhiko Shingyoji (2004-2008) - Kosuke Suda (2004-2005) - Kenichi Mori (2007-2010) - Jumpei Obata (2011) - Kosei Ishigami (2012-2016) - Junya Imase (2015-2017) |

## Rivalidades
Derbi de Ibaraki
El derbi entre los clubes más representativos de Ibaraki, el Kashima Antlers y el Mito Hollyhock.
Derbi del Norte de Kanto 
El derbi del Norte de Kanto considera a todos los enfrentamientos de los clubes situados al norte de dicha región, con excepción del derbi de Ibaraki (Kashima Antlers vs Mito Hollyhock), es decir que en el participan el Kashima Antlers, Mito Hollyhock, Tochigi SC y Thespakusatsu Gunma.